# Systoechus damarensis
Systoechus damarensis är en tvåvingeart som beskrevs av Hesse 1938. Systoechus damarensis ingår i släktet Systoechus och familjen svävflugor.
Artens utbredningsområde är Namibia. Inga underarter finns listade i Catalogue of Life.